# In naam der liefde
In naam der liefde (originele titel: The Burden) is een detectiveverhaal van Agatha Christie gepubliceerd onder haar pseudoniem Mary Westmacott. Het werk verscheen voor het eerst op 12 november 1956 in het Verenigd Koninkrijk en werd gepubliceerd door Heinemann. In de Verenigde Staten werd het boek in september 1963 uitgebracht door Dell Publishing. Sinds 1974 is het boek in het Nederlands verkrijgbaar en wordt het verspreid door Luitingh-Sijthoff.

## Verhaal
Laura krijgt er een zusje bij: Shirley. Ze is niet blij met de nieuwe baby die van iedereen alle aandacht krijgt en wil niets liever dat Shirley sterft. Laura beraadt allerlei plannen, maar voert er uiteindelijk geen enkele van uit. Wanneer op een nacht brand uitbreekt, redt Laura Shirley. Sindsdien verandert Laura van gedachten en ontstaat er een hechte band tussen de twee zussen. De band wordt echter zo sterk dat Laura haar zus overbeschermt.
Wanneer Shirley verliefd wordt op en zich daarna verloofd met een klaploper, tracht Laura er alles aan te doen om haar zus te overtuigen niet te trouwen. Ondanks allerhande waarschuwingen gaat het huwelijk toch door. Laura blijkt gelijk te hebben, want de man van Shirley verbrast al het binnenkomende geld en raakt verwikkeld in het ene na het andere schandaal. Enkele jaren later wordt de man dood aangetroffen en onderzoek toont aan dat hij werd vermoord.